# Guillaume Guitard
Guillaume Guitard, né à Lisieux et  mort en  1358 à Avignon, est un prélat français, évêque de Saint-Paul-Trois-Châteaux et de Lisieux au XIVe siècle. 

## Biographie
Guillaume est bénédictin. De chanoine de Cambrai, il devient abbé de Saint-Taurin d'Évreux et évêque de Saint-Paul-Trois-Châteaux en 1348-1349. Il est nommé à la tête du diocèse de Lisieux en 1349. Il semble surtout séjourner en Avignon. Il meurt dans l'incendie de sa maison.